# Olexandr Suprun
Olexandr Suprun (en ucraniano: Олександр Супрун; 1987) es un deportista ucraniano que compitió en gimnasia artística. Ganó una medalla de bronce en el Campeonato Europeo de Gimnasia Artística de 2006, en la prueba de caballo con arcos.

## Palmarés internacional
| Campeonato Europeo | Campeonato Europeo | Campeonato Europeo | Campeonato Europeo |
| Año                | Lugar              | Medalla            | Prueba             |
| ------------------ | ------------------ | ------------------ | ------------------ |
| 2006               | Volos (Grecia)     | Medalla de bronce  | Caballo con arcos  |